# 10813 Mästerby
10813 Mästerby eller 1993 FE31 är en asteroid i huvudbältet som upptäcktes den 19 mars 1993 av UESAC vid La Silla-observatoriet. Den är uppkallad efter Mästerby socken på Gotland.
Asteroiden har en diameter på ungefär 14 kilometer.